# أدولف دوبس
أدولف دوبس (بالإنجليزية: Adolph Dubs)‏ (1920 - 1979)، كان سفير الولايات المتحدة الامريكية في دولة أفغانستان في الفترة من 13 مايو 1978 حتى وفاته في 14 فبراير 1979. وقد قُتل خلال محاولة إنقاذه بعد اختطافه من قبل أفغانيين من الجناح اليساري المتطرف.